# Dietmar Kainrath

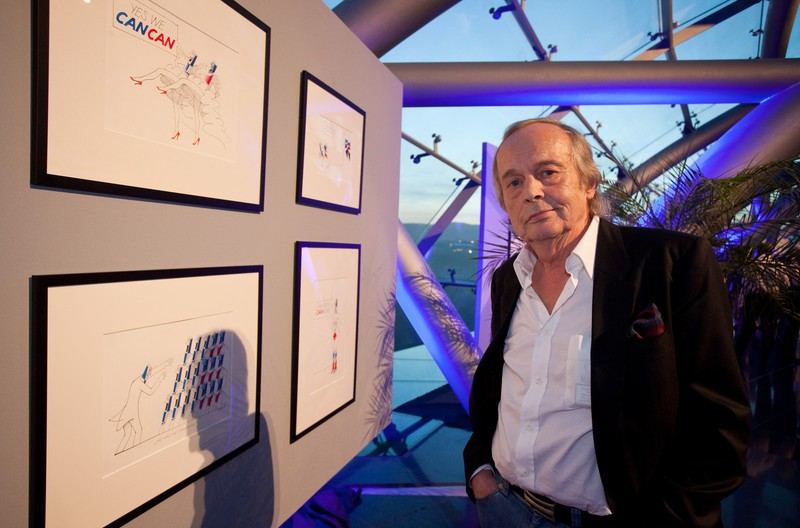
Dietmar Kainrath (2011)

Dietmar Kainrath (* 8. September 1942 in Innsbruck; † 27. Mai 2018) war ein österreichischer Grafiker und Karikaturist.

## Leben

Dietmar Kainrath besuchte die Kunstgewerbeschule und arbeitete zunächst als selbstständiger Gebrauchsgrafiker, bevor er Ende der 1970er Jahre die Karikatur zu seinem Hauptberuf machte und durch Ausstellungen in Österreich, Deutschland und den USA bekannt wurde. Dietmar Kainrath lebte und arbeitete in Innsbruck.
Die erste Ausstellung als freischaffender Karikaturist fand 1979 zum Thema Alkohol statt. Seine Karikaturen zu den Themen Tirol, Justiz, Politik, Sucht und Sport erschienen in zahlreichen nationalen und internationalen Publikationen. Als Vorbilder dienen Dietmar Kainrath unter anderem der rumänisch-amerikanische Zeichner und Karikaturist Saul Steinberg, der französische Grafiker und Schriftsteller Tomi Ungerer, und Paul Flora.

## Ausstellungen
In Innsbruck von 1979 bis 2011
- „Alkohol“
- „Jagd und Fischerei“
- „Tirol Total“
- „Fliegerei“
- „Humor ist, wenn man trotzdem lacht“
- „Gesichter der Sucht“
- „Polittheater“
- „Innsbruck“
- „Tirol – am Busen der Natur“
- „Barfly“
- „Wenn zwei Brüder das gleiche ausbrüten, kommt nicht immer dasselbe heraus“ (in Zusammenarbeit mit seinem Bruder Rainer Kainrath)

Weitere Ausstellungen in Österreich
- „Bücher“, Landeck und Lienz
- „Medizin“, Schwaz
- „Miles Davies“, Schwaz
- „Hahnenkamm“, Kitzbühel
- „Linksanwalt“, Wien 2003
- „Canrath“, Red Bull Hangar-7, Salzburg 2010[3]
- „Zitate“, Red Bull Hangar-7, 2012
- „Culture in Cans“ Red Bull Hangar-7, 2013

Internationale Ausstellungen
- „Tirol“, Hamburg 1981
- „Fliegen“, Frankfurt am Main 1985
- „Texas“, Houston (USA), 1995
- „New York“, New York (USA) 2000

## Publikationen
- „Culture in Cans“ von Red Bull Hangar-7 2013, ISBN 3-902553-07-3.
- „Zitate“ von Red Bull Hangar-7 2012, ISBN 978-3-902553-03-4.
- „Canrath“ von Red Bull Hangar-7 & basis wien – Kunst, Information und Archiv (2010)
- „Gesichter der Sucht“ von Dietmar Kainrath und Stephan Kainrath, Berenkamp (1999)
- „Nicht ohne meinen Titel“ von Harald Mini und Dietmar Kainrath, Verlag Österreich (2002)
- „Jurispotenz: Karikaturenbuch“ von Dietmar Kainrath, Verlag Österreich (2002)
- „Polit-Theater“ von Dietmar Kainrath, Berenkamp (2000)
- „sport spitzen“ von Dietmar Kainrath, Steiger Verlag Innsbruck (1997)
- „Der Linksanwalt: Karikaturenbuch“ von Dietmar Kainrath, Verlag Österreich (2003)
- „Tirol Total: Cartoons“ von Dietmar Kainrath, Eigenverlag Dr. Bernt Strickner